# Constantin Gâlcă
Constantin Gâlcă, romunski nogometaš in trener, * 8. marec 1972, Bukarešta, Romunija.
Gâlcă je bil član romunske nogometne reprezentance, do konca leta 2005, ko je prenehal igrati nogomet pa je za Romunijo zbral 68 nastopov in 4 zadetke.